# El-Joja

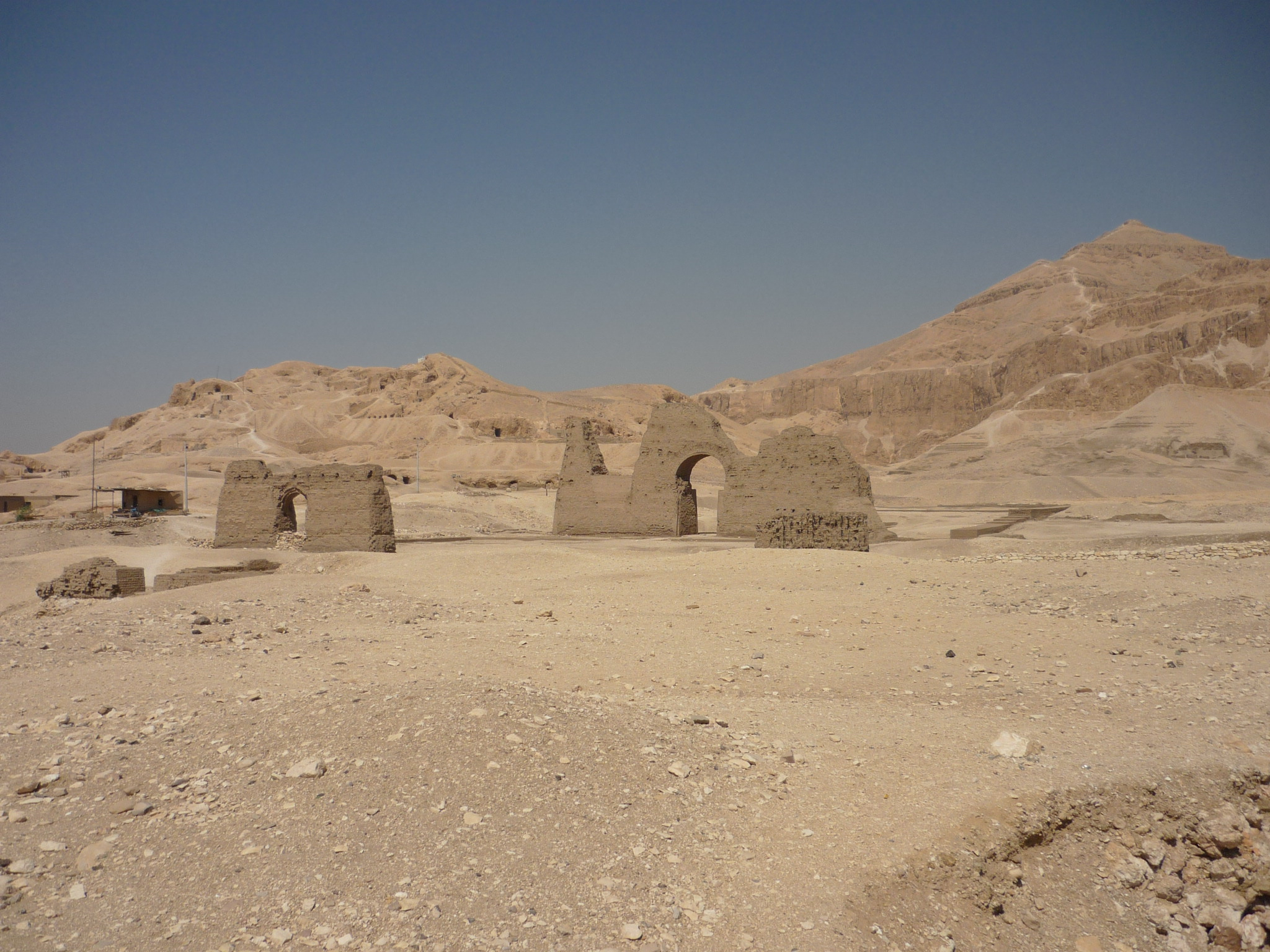
Necrópolis de El-Joja, Tebas, Egipto.

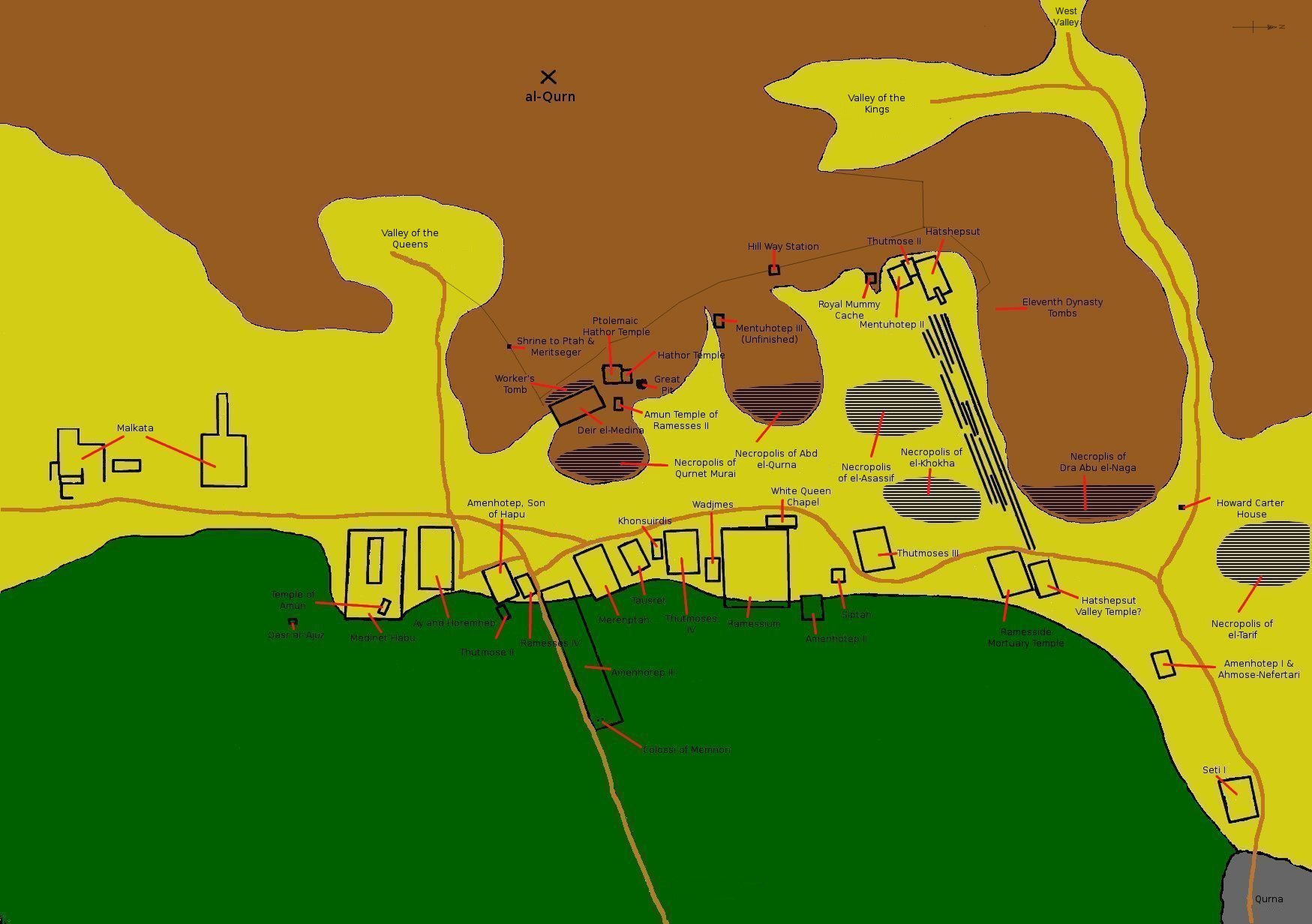
Necrópolis tebana donde aparece la zona de El-Joja.

La necrópolis de El-Joja o El Joja (en árabe, الخوخه y en inglés El-Khokha) está situada en la ribera occidental del Nilo en Tebas, Egipto, sobre una colina, al sudeste de Deir el-Bahari.
Es una de las seis necrópolis situadas en el Valle de los Nobles. Cuenta con cinco tumbas de nomarcas del Imperio Antiguo y más de 50 tumbas de las dinastías XVIII, XIX y XX, así como algunas del Primer período intermedio y del Período tardío de Egipto.

## Algunas tumbas de El-Joja
- TT178, tumba de Neferrenpet, también llamado Kenro, escriba del tesoro en la heredad de Amón-Ra, del tiempo de Ramsés II.
- TT296, tumba de Nefersejeru, escriba de las divinas ofrendas de todos los dioses y Oficial del tesoro, del reinado de Ramsés II.